# Brieven van Paulus

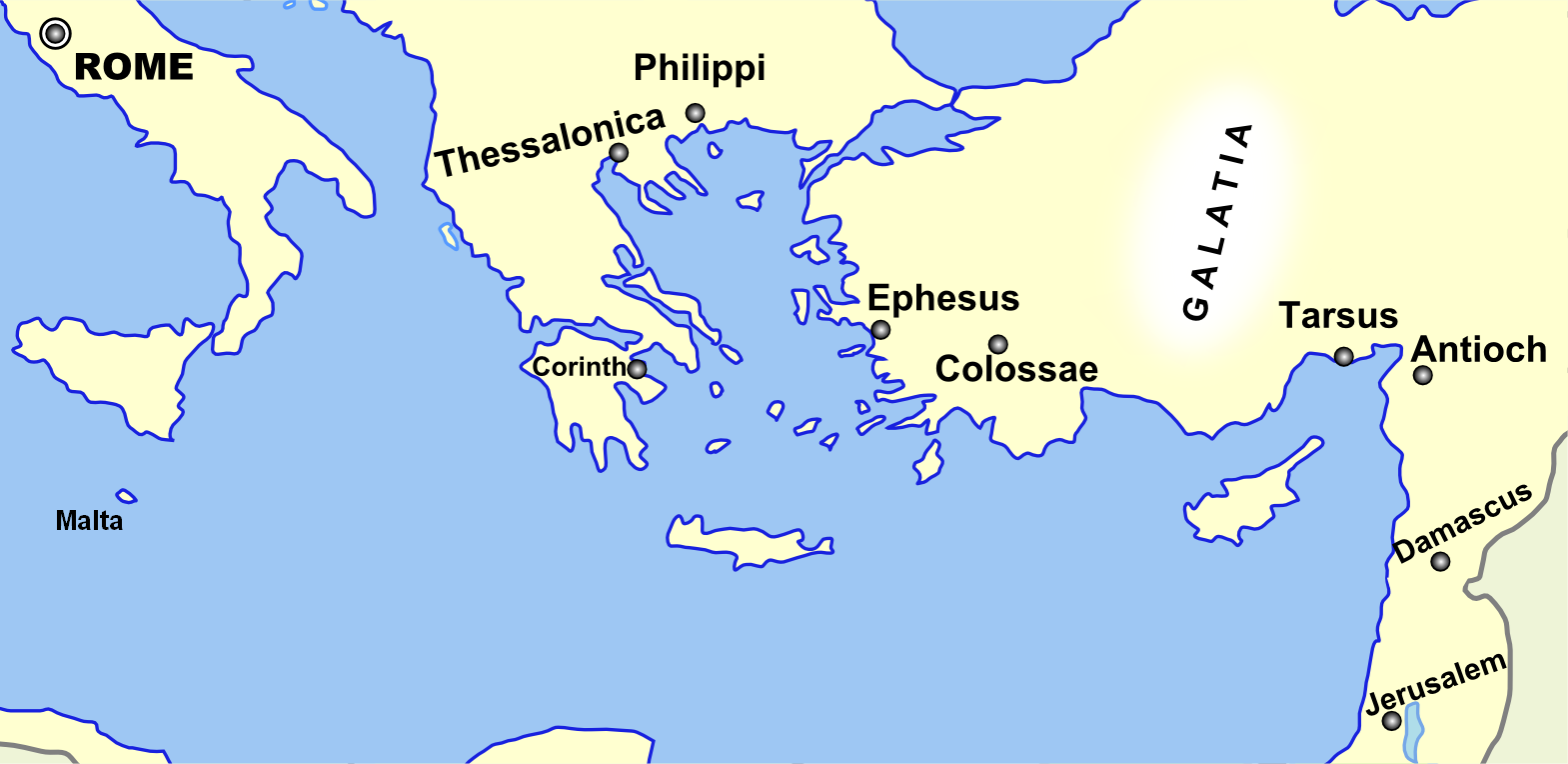
Belangrijke steden in de Paulijnse brieven.

Het Nieuwe Testament van de Bijbel bevat 14 brieven van Paulus, ook wel de Paulijnse of Paulinische brieven genoemd. 13 ervan vermelden de apostel Paulus als afzender. De Brief aan de Hebreeën is in feite geen echte brief en noemt geen auteur. Het auteurschap van de brieven van Paulus is in de helft ervan omstreden.
Enkele van deze brieven behoren tot de oudste overgeleverde christelijke documenten. Ze verschaffen inzicht in de overtuigingen en controverses van het vroege christendom. Als onderdeel van de canon van het Nieuwe Testament zijn het hoekstenen voor zowel christelijke theologie als ethiek.
De volgende brieven worden traditioneel aan Paulus toegeschreven:
| Status    | Categorisering:3:10                               | Brief |
| --------- | ------------------------------------------------- | --- |
| Onbetwist | Authentieke Paulijnse brieven                     | - Eerste brief van Paulus aan de Tessalonicenzen - Brief van Paulus aan de Galaten - Eerste brief van Paulus aan de Korintiërs - Tweede brief van Paulus aan de Korintiërs - Brief van Paulus aan de Filippenzen - Brief van Paulus aan Filemon - Brief van Paulus aan de Romeinen |
| Betwist   | Deutero-Paulijnse brieven; misschien authentiek   | - Brief van Paulus aan de Efeziërs - Brief van Paulus aan de Kolossenzen - Tweede brief van Paulus aan de Tessalonicenzen |
| Betwist   | Pastorale brieven; waarschijnlijk niet authentiek | - Eerste brief van Paulus aan Timoteüs - Tweede brief van Paulus aan Timoteüs - Brief van Paulus aan Titus |
| Betwist   | Anonieme preek; niet authentiek                   | - Brief aan de Hebreeën |

De brieven van Paulus worden in moderne uitgaven van het Nieuwe Testament gewoonlijk geplaatst tussen Handelingen van de Apostelen en de Katholieke brieven. De meeste Griekse manuscripten plaatsen de algemene brieven echter vooraan en enkele minuskels (175, 325, 336 en 1424) plaatsen de brieven van Paulus aan het eind van het Nieuwe Testament.

## Datering
De als authentiek erkende Paulijnse brieven zijn tot 20 jaar voor de vier canonieke evangeliën ontstaan. 1 Tessalonicenzen wordt beschouwd als het oudst bewaarde oerchristelijke geschrift, ontstaan tussen 49 en 51. Galaten ontstond waarschijnlijk op de tweede zendingsreis van Paulus in Efeze rond 54, net als 1 Korintiërs. Rond het jaar 57 volgde 2 Korintiërs, rond 63 Filippenzen en Filemon. Waarschijnlijk was Paulus nog in leven toen zijn volgelingen 2 Tessalonicenzen (rond 51) en Efeziërs (rond 63) opstelden. Kolossenzen, die theologisch en taalkundig aan Efeziërs is verwant, wordt daarentegen gedateerd ergens tussen 90 en 100.

## Aanleiding en doel
De brieven van Paulus verkondigen voornamelijk de kruisiging en opstanding van Jezus Christus en bevatten, in tegenstelling tot de evangeliën, weinig informatie over het aardse leven van Jezus. Het zijn uitgebreide privébrieven aan bepaalde plaatselijke christelijke gemeenten die Paulus en/of zijn metgezellen eerder hadden gesticht en aan personen in dergelijke gemeenten. De overige brieven in het Nieuwe Testament waren niet gericht aan specifieke gemeenten en worden daarom "katholieke" (algemene) brieven genoemd.
Pas na vele jaren van missionaire activiteit begon Paulus brieven te gebruiken als een middel voor kerkleiderschap. Daarbij reageerde hij op bepaalde conflicten die in de door hem gestichte gemeenschappen waren ontstaan om ze op te lossen. Zijn brieven zijn daarom situationele gelegenheidsbrieven. Filemon is gericht tot een individu, maar behandelt het op te lossen probleem (de behandeling van een slaaf) niet als een privéaangelegenheid, maar is bindend voor alle medechristenen. De brief aan de Romeinen is gericht aan een plaatselijke gemeente en ingegeven door een specifieke situatie (collecte), maar zou van meet af aan naar andere gemeenten moeten worden gestuurd en ook via hun leden aangesproken. Het vat de basislijnen van Paulus' theologie samen in de vorm van een verhandeling en wordt daarom beschouwd als een vroeg voorbeeld van vroegchristelijke massacommunicatie.
Paulus citeert in zijn brieven vaak oudere vroegchristelijke tradities en benadrukt hun belang voor het algemeen christelijk geloof (bijvoorbeeld in 1 Korintiërs 11:23; 15:3). In zijn brieven worden 40 verschillende medewerkers genoemd, soms als mede-afzenders. Sommigen van hen schreven waarschijnlijk delen van de authentieke brieven van Paulus en latere brieven onder zijn naam. Deze school van Paulus was de steunpilaar van Paulus' missie. In tegenstelling tot de eerste generatie christenen evangeliseerden zij niet door van plaats naar plaats te zwerven, maar bleven zij op één plaats totdat daar een zelfstandige gemeenschap was ontstaan. De zetel van de school van Paulus was waarschijnlijk de plaatselijke kerk in Efeze, waar Paulus lange tijd verbleef en enkele van zijn brieven schreef. Ze weerspiegelen fragmenten uit het communicatieproces tussen hem en zijn gemeenschappen.

## Verzamelingen
Al zeer vroeg ontstonden verzamelingen van deze brieven, die in de door Paulus gestichte of bezochte en mogelijk andere gemeenten circuleerden en werden gebruikt bij de eredienst. Deze verzameling, het Corpus Paulinum, was een eerste stap in de richting van de canonvorming van het Nieuwe Testament. Mogelijk werden ze redactioneel bewerkt, waarbij sommige oorspronkelijk zelfstandige brieven van Paulus werden samengevoegd. Zo kan de verloren gegane brief die in 2 Korintiërs 7:8-13 wordt genoemd uiteindelijk in dezelfde brief zijn opgenomen in 2 Korintiërs 10-13. Het Corpus Paulinum werd vervolgens in een eigen manuscriptenband verzameld. Een vergelijkbare verzameling was het Corpus Apostolicum die bestond uit Handelingen en de Katholieke brieven. De vier canonieke evangeliën circuleerden gezamenlijk als Evangeliarium maar ook zelfstandig. Deze drie verzamelingen van manuscripten vormden de basis voor het Nieuwe Testament, waaraan ten slotte de Openbaring van Johannes werd toegevoegd.
In de Universiteitsbibliotheek Utrecht ligt een manuscript met Epistolae Pauli cum argumentis (de brieven van Paulus), afkomstig uit het begin van de 12e eeuw. Dit staat bekend als Hs. 34.

## Apocriefe brieven van Paulus
De Canon Muratori noemt specifiek twee valse brieven van Paulus: de brief aan de Laodicenzen en een brief aan de Alexandrijnen, die alleen van naam bekend is. In een aantal manuscripten van de Vulgaat is een in het Latijn opgestelde Brief aan de Laodicenzen inbegrepen. Een kopie ervan is opgenomen in het Boek van Armagh, waarbij de waarschuwing staat dat het een vervalsing is. Het is omstreden of dit is dezelfde brief aan de Laodicenzen is die in de Canon Muratori wordt genoemd of daarmee verband houdt. De Brief van de Korintiërs aan Paulus pretendeert Paulus te vragen om advies, waarop 3 Korintiërs Paulus' antwoord zou zijn geweest; beide brieven moeten echter worden beschouwd als pseudepigrafen. Uit de vierde eeuw is een vervalste briefwisseling tussen Paulus en Seneca bewaard gebleven die door geen van beiden is geschreven.
- Derde brief van Paulus aan de Korintiërs
- Brief van Paulus aan de Laodicenzen
- Brief van Paulus aan de Alexandrijnen
- Briefwisseling tussen Paulus en Seneca

## Verloren gegane brieven
- Een eerdere brief aan de Korintiërs waarnaar wordt verwezen in 1 Korinthiërs 5:9
- Een derde brief aan Korintiërs waarnaar wordt verwezen in 2 Korintiërs 2:4 en 7:8 en 9
- Een eerdere brief aan de Efeziërs waarnaar wordt verwezen in Efeziërs 3:3 en 4
- Een Brief aan de Laodicenzen waarnaar wordt verwezen in Kolossenzen 4:16

## Overige geschriften over of toeschreven aan Paulus
Behalve de zeven brieven waarover historici het eens zijn dat Paulus ze daadwerkelijk heeft geschreven, is geen enkel overgeleverd geschrift met zekerheid aan Paulus toe te schrijven. Naast brieven lijkt hij niets anders literairs te hebben geproduceerd. Desalniettemin zijn er veel anonieme schrijfsels aan hem toegeschreven en veel vervalsingen in zijn naam gemaakt. In de Nag Hammadigeschriften is bijvoorbeeld een Gebed van de apostel Paulus opgenomen, maar dit bevat gnostische terminologie en is duidelijk niet van de hand van Paulus. De Handelingen van Paulus zijn apocriefe handelingen uit de 2e eeuw afkomstig uit Klein-Azië.
- Het Gebed van de apostel Paulus
- De Handelingen van Paulus
  - De Handelingen van Paulus en Thekla
- De Handelingen van Petrus en Paulus (ook wel 'Passie van de Heiligen Petrus en Paulus')
- De Openbaring van Paulus
- De Gnostische Openbaring van Paulus
- De Preek van Paulus
- De Prediking van Paulus (Praedicatio Pauli)